# 離想宮
 離想宮（りそうきゅう）は日本の女性シンガーソングライター、作曲家。群馬県出身、在住。

## 人物・来歴
国立音楽大学作曲科卒業。作詞、作曲、MVの製作などを行う。
アーティスト名はフランスの建築物「シュヴァルの理想宮」に由来する。
2019年、Youtube上に自作の楽曲を投稿し活動を開始。
2022年、吉本興業大阪本社に所属するお笑いコンビ滝音のなんばグランド花月初単独ライブ「揚げ足キャッチアンドリリース」のオープニング曲、出囃子の作曲を担当。
2023年、滝音単独公演全国ツアー「実印スタンプラリー」オープニング曲の楽曲提供、映像製作を担当。